# Eduardo Francisco
Eduardo Mingas Francisco (Luanda, 5 novembre 2003) è un cestista angolano.

## Carriera

### Nazionale
Nel 2023 è stato convocato per il Mondiale.

## Palmarès
- Campionati portoghesi: 2

Benfica: 2022, 2023
- Coppa di Portogallo: 1

Benfica: 2023